# Cyornis pallipes
Il pigliamosche blu dal ventre bianco (Cyornis pallipes (Jerdon, 1840)) è un uccello passeriforme appartenente alla famiglia Muscicapidae.

## Descrizione
I maschi hanno un piumaggio di colore blu scuro con una tonalità più chiara di blu sulla fronte e hanno un ventre bianco grigiastro.

## Distribuzione e habitat
È endemico dei Ghati occidentali (incluso il Nilgiris) dell'India sudoccidentale.